# ستانلي وايتهيد
ستانلي وايتهيد (بالإنجليزية: Stanley Whitehead)‏ هو لاعب دوري الرغبي وسياسي نيوزلندي، ولد في 8 أكتوبر 1907، وتوفي في 9 يناير 1976. حزبياً، نشط في حزب العمال النيوزيلندي. وقد انتخب عضو مجلس النواب نيوزيلندا.